# 紅點美鱥
紅點美鱥（學名：Nocomis asper），為輻鰭魚綱鯉形目雅羅魚科的其中一種，分布於北美洲美國密蘇里州西南部、堪薩斯州東南部、俄克拉荷馬州東北部和阿肯色州西北部的阿肯色河流域，本魚體呈紡錘形且粗壯，嘴角有不顯眼的觸鬚，沒有牙齒，體上半部橄欖色，腹部白色，體側中央具1條淡色縱紋，尾柄部有一黑斑，體長可達22公分，棲息在岩石底質、水質清澈的溪流、水塘，屬肉食性，生活習性不明。